# Campionati canadesi di sci alpino 2011
I Campionati canadesi di sci alpino 2011 si sono svolti a Nakiska dal 24 al 31 marzo. Il programma ha incluso gare di discesa libera, supergigante, slalom gigante, slalom speciale e supercombinata, tutte sia maschili sia femminili.
Trattandosi di competizioni valide anche ai fini del punteggio FIS, vi hanno partecipato anche sciatori di altre federazioni, senza che questo consentisse loro di concorrere al titolo nazionale canadese. 

## Risultati

### Uomini

#### Discesa libera
| Pos. | Atleta               | Nazione     | Tempo |
| ---- | -------------------- | ----------- | ----- |
| 1    | Kelby Halbert        | Canada      | 57,56 |
| 2    | Tyler Nella          | Canada      | 57,97 |
| 3    | Chris Frank          | Stati Uniti | 58,04 |
| 4    | Jan Hudec            | Canada      | 58,07 |
| 5    | Benjamin Thomsen     | Canada      | 58,08 |
| 6    | Dustin Cook          | Canada      | 58,19 |
| 7    | Eian Sandvik         | Norvegia    | 58,35 |
| 8    | Tyler Werry          | Canada      | 58,40 |
| 9    | Simon-Claude Toutant | Canada      | 58,50 |
| 10   | Phil Brown           | Canada      | 58,53 |

Data: 26 marzo

Località: Nakiska

#### Supergigante
| Pos. | Atleta           | Nazione     | Tempo   |
| ---- | ---------------- | ----------- | ------- |
| 1    | Jeffrey Frisch   | Canada      | 1:02,91 |
| 2    | Dustin Cook      | Canada      | 1:03,22 |
| 3    | Jan Hudec        | Canada      | 1:03,51 |
| 4    | Chris Frank      | Stati Uniti | 1:03,65 |
| 5    | Conrad Pridy     | Canada      | 1:03,82 |
| 6    | Erik Read        | Canada      | 1:03,99 |
| 7    | Sasha Zaitsoff   | Canada      | 1:04,01 |
| 8    | Benjamin Thomsen | Canada      | 1:04,03 |
| 9    | Joe Swensson     | Stati Uniti | 1:04,15 |
| 10   | Phil Brown       | Canada      | 1:04,28 |

Data: 27 marzo

Località: Nakiska

#### Slalom gigante
| Pos. | Atleta          | Nazione     | Tempo   |
| ---- | --------------- | ----------- | ------- |
| 1    | Jan Hudec       | Canada      | 2:19,94 |
| 2    | Brad Spence     | Canada      | 2:19,97 |
| 3    | Jeffrey Frisch  | Canada      | 2:20,67 |
| 4    | Phil Brown      | Canada      | 2:21,20 |
| 5    | Chris Frank     | Stati Uniti | 2:21,55 |
| 6    | Michael Janyk   | Canada      | 2:21,79 |
| 7    | Dustin Cook     | Canada      | 2:21,91 |
| 8    | Trevor Philp    | Canada      | 2:22,01 |
| 9    | David Donaldson | Canada      | 2:22,05 |
| 10   | Andy Trow       | Canada      | 2:22,09 |

Data: 29 marzo

Località: Nakiska

#### Slalom speciale
| Pos. | Atleta           | Nazione  | Tempo   |
| ---- | ---------------- | -------- | ------- |
| 1    | Julien Cousineau | Canada   | 1:33,75 |
| 2    | Paul Stutz       | Canada   | 1:34,01 |
| 3    | Brad Spence      | Canada   | 1:34,70 |
| 4    | Patrick Biggs    | Canada   | 1:35,32 |
| 5    | Sasha Zaitsoff   | Canada   | 1:36,03 |
| 6    | Eian Sandvik     | Norvegia | 1:37,28 |
| 7    | Conrad Pridy     | Canada   | 1:37,79 |
| 8    | Cody Pedersen    | Canada   | 1:38,19 |
| 9    | Chris Barber     | Canada   | 1:38,82 |
| 10   | Cedrik Gagnon    | Canada   | 1:38,98 |

Data: 31 marzo

Località: Nakiska

#### Supercombinata
| Pos. | Atleta               | Nazione     | Tempo   |
| ---- | -------------------- | ----------- | ------- |
| 1    | Chris Frank          | Stati Uniti | 1:40,17 |
| 2    | Brad Spence          | Canada      | 1:40,35 |
| 3    | Paul Stutz           | Canada      | 1:40,71 |
| 4    | Conrad Pridy         | Canada      | 1:41,22 |
| 5    | Kelby Halbert        | Canada      | 1:41,48 |
| 6    | David Donaldson      | Canada      | 1:41,92 |
| 7    | Jan Hudec            | Canada      | 1:42,16 |
| 8    | Benjamin Thomsen     | Canada      | 1:42,99 |
| 9    | Simon-Claude Toutant | Canada      | 1:43,21 |
| 10   | Graham Scott         | Canada      | 1:43,29 |

Data: 28 marzo

Località: Nakiska

### Donne

#### Discesa libera
| Pos. | Atleta                 | Nazione | Tempo   |
| ---- | ---------------------- | ------- | ------- |
| 1    | Britt Janyk            | Canada  | 59,41   |
| 2    | Sarah Freeman          | Canada  | 1:00,30 |
| 3    | Victoria Stevens       | Canada  | 1:00,40 |
| 4    | Marie-Michèle Gagnon   | Canada  | 1:00,59 |
| 5    | Laurence Vallerand     | Canada  | 1:00,74 |
| 6    | Marie-Pier Préfontaine | Canada  | 1:01,00 |
| 7    | Stephanie Irwin        | Canada  | 1:01,17 |
| 7    | Erin Mielzynski        | Canada  | 1:01,17 |
| 9    | Devon Clarke           | Canada  | 1:01,18 |
| 10   | Julia Roth             | Canada  | 1:01,23 |

Data: 26 marzo

Località: Nakiska

#### Supergigante
| Pos. | Atleta                 | Nazione | Tempo   |
| ---- | ---------------------- | ------- | ------- |
| 1    | Britt Janyk            | Canada  | 1:04,47 |
| 1    | Madison McLeish        | Canada  | 1:04,47 |
| 3    | Marie-Michèle Gagnon   | Canada  | 1:04,67 |
| 4    | Madison Irwin          | Canada  | 1:05,00 |
| 5    | Marie-Pier Préfontaine | Canada  | 1:05,22 |
| 6    | Victoria Stevens       | Canada  | 1:05,54 |
| 7    | Julia Roth             | Canada  | 1:06,40 |
| 8    | Laurence Vallerand     | Canada  | 1:06,74 |
| 9    | Erin Mielzynski        | Canada  | 1:06,79 |
| 10   | Sarah Freeman          | Canada  | 1:06,85 |

Data: 28 marzo

Località: Nakiska

#### Slalom gigante
| Pos. | Atleta                 | Nazione | Tempo   |
| ---- | ---------------------- | ------- | ------- |
| 1    | Marie-Michèle Gagnon   | Canada  | 1:43,52 |
| 2    | Britt Janyk            | Canada  | 1:44,27 |
| 3    | Victoria Stevens       | Canada  | 1:44,70 |
| 4    | Marie-Pier Préfontaine | Canada  | 1:44,97 |
| 5    | Madison McLeish        | Canada  | 1:45,01 |
| 6    | Elli Terwiel           | Canada  | 1:45,44 |
| 7    | Ève Routhier           | Canada  | 1:45,62 |
| 8    | Erin Mielzynski        | Canada  | 1:46,53 |
| 9    | Kate Ryley             | Canada  | 1:46,58 |
| 10   | Julia Roth             | Canada  | 1:48,03 |

Data: 30 marzo

Località: Nakiska

#### Slalom speciale
| Pos. | Atleta                 | Nazione | Tempo   |
| ---- | ---------------------- | ------- | ------- |
| 1    | Marie-Michèle Gagnon   | Canada  | 1:33,57 |
| 2    | Erin Mielzynski        | Canada  | 1:35,60 |
| 3    | Brittany Phelan        | Canada  | 1:35,94 |
| 4    | Elli Terwiel           | Canada  | 1:36,10 |
| 5    | Madison McLeish        | Canada  | 1:36,63 |
| 6    | Marie-Pier Préfontaine | Canada  | 1:37,56 |
| 7    | Stephanie Irwin        | Canada  | 1:39,22 |
| 8    | Victoria Stevens       | Canada  | 1:40,03 |
| 9    | Natalie Knowles        | Canada  | 1:40,75 |
| 9    | Laurence Vallerand     | Canada  | 1:40,75 |

Data: 31 marzo

Località: Nakiska

#### Supercombinata
| Pos. | Atleta                 | Nazione | Tempo   |
| ---- | ---------------------- | ------- | ------- |
| 1    | Marie-Michèle Gagnon   | Canada  | 1:40,52 |
| 2    | Madison Irwin          | Canada  | 1:41,94 |
| 3    | Marie-Pier Préfontaine | Canada  | 1:42,10 |
| 4    | Britt Janyk            | Canada  | 1:42,50 |
| 5    | Madison McLeish        | Canada  | 1:42,87 |
| 6    | Julia Roth             | Canada  | 1:43,89 |
| 7    | Victoria Stevens       | Canada  | 1:44,32 |
| 8    | Brittany Phelan        | Canada  | 1:44,54 |
| 9    | Stephanie Irwin        | Canada  | 1:44,63 |
| 10   | Laurence Vallerand     | Canada  | 1:45,35 |

Data: 27 marzo

Località: Nakiska